# 科尔塞勒莱西托
科尔塞勒莱西托（法語：Corcelles-lès-Cîteaux，法語發音：[kɔʁsɛl lɛ sito]；或称科尔塞勒莱熙笃）是法国科多尔省的一个市镇，位于该省东部偏南，属于第戎区。

## 地理
科尔塞勒莱西托（47°10'19"N, 5°4'55"E）面积6.75 平方千米，位于法国勃艮第-弗朗什-孔泰大區科多尔省，该省份为法国中东部省份，北起奥布省，西接涅夫勒省和约讷省，南至索恩-卢瓦尔省，东南接汝拉省，东临上索恩省，东北部与上马恩省接壤。
与科尔塞勒莱西托接壤的市镇（或旧市镇、城区）包括：努瓦龙苏热夫雷、圣尼古拉莱西托、萨武日、伊泽尔。
科尔塞勒莱西托的时区为UTC+01:00、UTC+02:00（夏令时）。

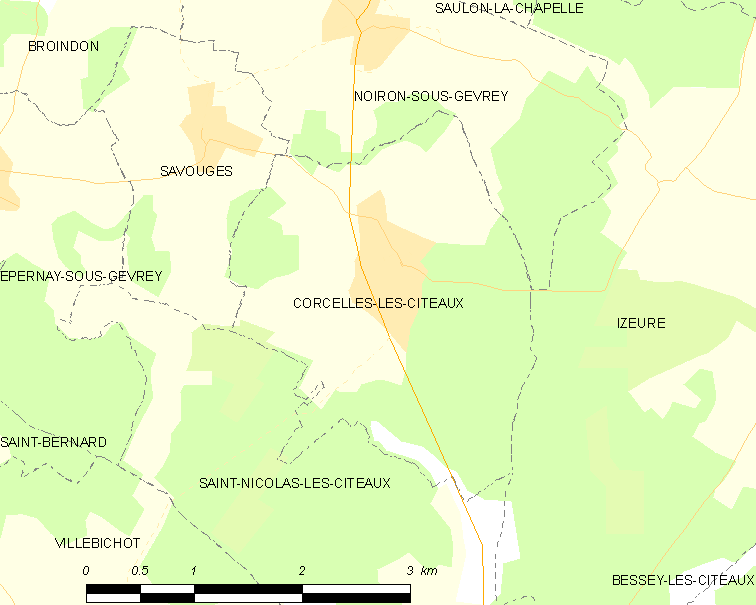
科尔塞勒莱西托的OSM定位图

## 行政
科尔塞勒莱西托的邮政编码为21910，INSEE市镇编码为21191。

## 政治
科尔塞勒莱西托所属的省级选区为尼伊圣乔治县。

## 人口

1962-2008年间科尔塞勒莱西托人口变化图示

科尔塞勒莱西托于2022年1月1日时的人口数量为831人。